# Chris Bentley (rugby à XV)
Pour les articles homonymes, voir Bentley et Chris Bentley.

a Compétitions nationales et continentales officielles uniquement.

Dernière mise à jour le 5 juillet 2017.
Chris Bentley, né le 24 mai 1979, est un joueur anglais de rugby à XV évoluant au poste de deuxième ligne.

## Biographie
Formé à New Brighton puis passé par l'Université de Liverpool dont il est capitaine de l'équipe de rugby, il fait ses débuts professionnels à Orrell en deuxième division anglaise. Il signe au Biarritz olympique en février 2004 pour remplacer Jérôme Thion blessé. Il retourne en Angleterre à l'issue de la saison, à Exeter. En 2006 et 2007, il dispute deux éditions du championnat néo-zélandais avec les Tasman Makos,, entrecoupées d'une saison pour Edinburgh. Il finit sa carrière à Exeter en 2013.

## Carrière en club
- 1990-1997 : Caldy RFC
- 1997-1999 : New Brighton
- 1999-Février 2004 : Orrell RUFC
- Février 2004-Juillet 2004 : Biarritz olympique
- 2004-Octobre 2006 : Exeter Chiefs
- Mai 2006-Novembre 2006 : Tasman Makos
- Novembre 2006-Mai 2007 : Edinburgh Rugby
- Mai 2007-Novembre 2007 : Tasman Makos
- Novembre 2007-2013 : Exeter Chiefs

## Sélections
- Angleterre -21 ans
- Barbarians